# Рэлей (единица измерения)
Рэле́й (Рл или R) — внесистемная единица измерения поверхностной яркости. Применяется при исследовании полярных сияний и свечения ночного неба. Введена в 1956 г. Д. М. Хантером, Ф. Е. Раучем и Д. У. Чемберленом. Названа в честь Роберта Стратта, 4-го барона Рэлея (1875—1947).
Интенсивность излучения 1 Рл соответствует эмиссии 106 фотонов за одну секунду в столбе сечением 1 см2 (или 1010 фотонов за одну секунду в столбе сечением 1 м2):
1 Рл = 106 фотонов/(см2·с) = 1010 фотонов/(м2·с).
Интенсивность в рэлеях численно равна увеличенной в 4π·10−6 раз поверхностной яркости однородно светящейся атмосферы (в единицах фотонов с квадратного сантиметра нормальной к лучу зрения площадки из телесного угла в один стерадиан, см−2·ср−1).
Единица может использоваться с кратными десятичными приставками СИ, например кРл, МРл.
Поверхностная яркость ночного неба в отсутствие наземной засветки составляет около 250 Рл. Во время полярных сияний поверхностная яркость неба может возрастать до 1000 килорэлеев (кРл).